# Prêmio Shell
Prêmio Shell é um evento cultural patrocinado pela multinacional Shell do Brasil, cujo objetivo é premiar os grandes destaques da música popular brasileira e teatro.
O Prêmio Shell de música foi criado em 1981, foi o primeiro instituido por uma empresa brasileira para a música nacional. Tradicional patrocinadora do Festival de Música Popular Brasileira da década de 1960, a Shell inicialmente concebeu-o para incentivar tanto a música erudita nacional quanto a popular. Atualmente, a grande prêmiação é voltado apenas para a categoria popular. Um júri composto por cinco personalidades da MPB julga a produção anual, selecionando nomes e avaliando o conjunto da obra dos artistas escolhidos. O prêmio é entregue em mãos num evento musical comemorativo; o premiado recebe uma quantia de R$ 15 mil e um troféu desenhado pelo joalheiro Caio Mourão.
O Prêmio Shell de teatro foi criado em 1988, para contemplar, ano a ano, os artistas e espetáculos de melhor desempenho nas temporadas teatrais do Rio de Janeiro e de São Paulo.

## Música

### Vencedores
- 1981 - Homenagem a Pixinguinha
- 1982 - Tom Jobim (popular) e Francisco Mignone (erudito)
- 1983 - Dorival Caymmi (popular) e Radamés Gnattali (erudito)
- 1984 - Luiz Gonzaga (popular) e Mozart Camargo (erudito)
- 1985 - Braguinha (popular) e Cláudio Santoro (erudito)
- 1986 - Milton Nascimento
- 1987 - Herivelto Martins (popular) e Edino Krieger (erudito)
- 1988 - Chico Buarque
- 1989 - Caetano Veloso
- 1990 - Gilberto Gil
- 1991 - Martinho da Vila
- 1992 - Paulinho da Viola
- 1993 - Jorge Ben Jor
- 1994 - Edu Lobo
- 1995 - Baden Powell
- 1996 - Rita Lee
- 1997 - Roberto e Erasmo
- 1998 - Zé Ketti
- 1999 - Johnny Alf
- 2000 - João Donato
- 2001 - Elton Medeiros
- 2002 - Ivone Lara
- 2003 - Paulo César Pinheiro
- 2004 - João Bosco e Aldir Blanc
- 2005 - Carlos Lyra
- 2006 - Moacir Santos
- 2007 - Tom Zé
- 2008 - Maria Bethânia
- 2009 - Ney Matogrosso
- 2010 - Dominguinhos

## Teatro[2]

### Vencedores
- 1988 -
  - Rio de Janeiro:
    - Direção: Moacyr Góes por “Baal”
    - Ator: Pedro Cardoso por “Noel Rosa”
    - Atriz: Denise Stoklos por “Mary Stuart"

  - São Paulo:
    - Direção: Jorge Takla por “Lago21”
    - Ator: Celso Frateschi por “Eras”
    - Atriz: Claudia Mello “As margens do Ipiranga”
- 1989 -
  - Rio de Janeiro:
    - Direção: Amir Haddad por “Se correr o bicho pega se ficar o bicho come”
    - Ator: Otávio Augusto por “Suburbano Coração”
    - Atriz: Marieta Severo por “Estrela do Lar”

  - São Paulo:
    - Direção: Gabriel Villela por “O Concilio do Amor”
    - Ator: Luis Melo por “Paraiso Zona Norte”
    - Atriz: Rosi Campos “Você vai ver o que Você vai ver”
- 1990 -
  - Rio de Janeiro:
    - Direção: Moacyr Góes por “Escola de Bufões”
    - Ator: Ricardo Blat por “Uma Estória de Borboletas”
    - Atriz: Debora Bloch por “Fica Comigo esta Noite”

  - São Paulo:
    - Direção: Gabriel Villela por “Vem buscar-me que ainda sou teu”
    - Ator: Elias Andreato por “Sexo dos Anjos”
    - Atriz: Laura Cardoso por “Vem buscar-me que ainda sou teu”
- 1991 -
  - Rio de Janeiro:
    - Direção: Gabriel Villela por “Vem buscar-me que ainda sou teu”
    - Ator: Paulo Betti por “A fera na selva”
    - Atriz: Vera Holtz por “Um certo Hamlet”

  - São Paulo:
    - Direção: Antunes Filho por “Nova Velha Estória”
    - Ator: Raul Cortez por “As boas”
    - Atriz: Ileana Kwasinski por “A Vida é sonho”
- 1992 -
  - Rio de Janeiro:
    - Direção: Moacyr Góes por “Antigona”
    - Ator: Sérgio Viotti por “A volta ao lar”
    - Atriz: Irene Ravache por “Uma relação tão delicada”

  - São Paulo:
    - Direção: Antunes Filho por “Trono de Sangue”
    - Ator: Luis Melo por “Trono de Sangue”
    - Atriz: Xuxa Lopes por “A morte e a donzela”
- 1993 -
  - Rio de Janeiro:
    - Direção: Marcio Vianna por “O Futuro dura muito tempo”
    - Ator: Rubens Correa por “O Futuro dura muito tempo”
    - Atriz: Lilia Cabral por “Casada solteira viúva E Divorciada”

  - São Paulo:
    - Direção: José Celso Martinez Corrêa por “Ham-let”
    - Ator: Elias Andreato por “Van Gogh”
    - Atriz: Laura Cardoso por “Vereda da salvação”
- 1994 -
  - Rio de Janeiro:
    - Direção: Gabriel Villela por “A Rua da Amargura”
    - Ator: Pedro Paulo Rangel por “O Sermão da quarta-feira de Cinzas”
    - Atriz: Eva Wilma por “Querida Mamãe”

  - São Paulo:
    - Direção: Fauzi Arap por “Adorável Desgraçada”
    - Ator: Eduardo Silva por “A Comédia dos Erros”
    - Atriz: Magali Biff por “K”
- 1995 -
  - Rio de Janeiro:
    - Direção: Enrique Diaz por Melodrama
    - Ator: Mauro Mendonça por Intensa Magia
    - Atriz: Ivone Hoffmann por Como Diria Montaigne

  - São Paulo:
    - Direção: Antônio Araújo por O Livro de Jó
    - Ator: Matheus Nachtergaele - O Livro de Jó
    - Atriz: Eva Wilma - Melhor atriz SP — Querida Mamãe
- 2011
  - Rio de Janeiro:
    - Direção: Christiane Jatahy por “Julia”
    - Ator: Charles Fricks por O Filho Eterno
    - Atriz: Dani Barros por Estamira - Beira do Mundo

  - São Paulo:
    - Direção: Nelson Baskerville por Luís Antônio-Grabriela
    - Ator: Rodrigo Bolzan por Oxigênio
    - Atriz: Roberta Estrela Dalva por Orfeu Mestiço - Uma Hip-Hópera Brasileira
- 2012
  - Rio de Janeiro:
    - Direção: Marcio Abreu por Esta criança
    - Ator: Gustavo Gasparani por As mimosas da Praça Tiradentes
    - Atriz: Renata Sorrah por Esta criança

  - São Paulo:
    - Direção: Maria Thaís por Recusa
    - Ator: Guilherme Sant'Anna por L’illustre Molière
    - Atriz: Lavínia Pannunzio por Um verão familiar
- 2013
  - Rio de Janeiro:
    - Direção: Aderbal Freire-Filho por Incêndios
    - Ator: Enrique Diaz por Cine Monstro
    - Atriz: Laila Garin por Elis, a musical

  - São Paulo:
    - Direção: Antunes Filho por Nossa cidade
    - Ator: Chico Carvalho por Ricardo III
    - Atriz: Fernanda Azevedo por Morro como um país – cenas sobre a violência de estado
- 2014
  - Rio de Janeiro:
    - Direção: Christiane Jatahy por E se elas fossem para Moscou?
    - Ator: André Curti e Artur Ribeiro por Irmãos de sangue
    - Atriz: Stella Rabello por E se elas fossem para Moscou

  - São Paulo:
    - Direção: Silvana Garcia por Não vejo Moscou da janela do meu quarto
    - Ator: Rubens Caribé por Assim é (se lhe parece)
    - Atriz: Denise Del Vecchio Trágica.3 – Electra Medéia Antígona
- 2015
  - Rio de Janeiro:
    - Direção: Marco André Nunes por “Caranguejo overdrive”
    - Ator: Danilo Grangheia por “Krum”
    - Atriz: Carolina Virguez por “Caranguejo overdrive”

  - São Paulo:
    - Direção: Rafael Gomes por "Um bonde chamado desejo"
    - Ator: Tarcísio Meira por "O camareiro"
    - Atriz: Maria Luisa Mendonça por "Um bonde chamado desejo"
- 2016
  - Rio de Janeiro:
    - Direção: Duda Maia por Auê
    - Ator: Marcos Caruso por O escândalo de Philipe Dussart
    - Atriz: Vilma Melo por Chica da Silva, O Musical

  - São Paulo:
    - Direção: Felipe Hirsh por A Tragédia Latino-Americana
    - Ator: Fulvio Stefanini por O Pai
    - Atriz: Miriam Mehler por Fora do Mundo

### Categorias
| Desde | Categoria            | Cidade | Cidade |
| ----- | -------------------- | ------ | ------ |
| 1988  | Melhor Dramaturgia+  | SP     | RJ     |
| 1988  | Melhor Direção       | SP     | RJ     |
| 1988  | Melhor Atriz         | SP     | RJ     |
| 1988  | Melhor Ator          | SP     | RJ     |
| 1988  | Melhor Cenário       | SP     | RJ     |
| 1988  | Melhor Figurino      | SP     | RJ     |
| 1988  | Melhor Iluminação    | SP     | RJ     |
| 1988  | Melhor Música        | SP     | RJ     |
| 1988  | Categoria Especial++ | SP     | RJ     |
| 2022  | Destaque Nacional    | Brasil | Brasil |

+ Categoria antes conhecida como Melhor Autor.
++ Posteriormente chamada de "Energia que vem da gente" para destacar iniciativas de interesse amplo para as artes cênicas e a comunidade.